# Linia kolejowa nr 52
Niektóre z zamieszczonych tu informacji wymagają weryfikacji.
Dokładniejsze informacje o tym, co należy poprawić, być może znajdują się w dyskusji tego artykułu.
 Po wyeliminowaniu niedoskonałości należy usunąć szablon [[Szablon:Dopracować|]] z tego artykułu.
Linia kolejowa nr 52 – linia kolejowa w województwie podlaskim o długości ok. 48 km, łącząca Lewki koło Bielska Podlaskiego przez Hajnówkę z Nieznanym Borem (i dalej z Białowieżą), oddana do użytku w roku 1894 i 1897. Na odcinku Nieznany Bór–Białowieża Towarowa nie odbywa się regularny ruch pociągów. 

## Historia
Odcinek Lewki-Hajnówka oddano do użytku w roku 1894, natomiast w roku 1897 odcinek Hajnówka-Białowieża. Ruch pasażerski zawieszony w roku 1994. Aż do roku 2018 ruch towarowy był prowadzony jedynie na odcinku czterech kilometrów: Hajnówka-Nieznany Bór.
Od jesieni 2007 roku na odcinku od Nieznanego Boru do Białowieży (wraz z linią nr 451 Białowieża Towarowa – Białowieża Pałac) jest własnością powiatu hajnowskiego.
Co roku w czerwcu uruchamiany jest szynobus z Białowieży Towarowej do Hajnówki.
Obecnie linią na odcinku zarządzanym przez Starostwo opiekuje się firma «Usługi Turystyczno-Kolejowe Marcin Grześ» z Białegostoku (prowadząca na nim Białowieskie Drezyny) oraz Puszczańska Kolej Drezynowa.
28 sierpnia 2017 PKP Polskie Linie Kolejowe w ramach realizacji Programu Operacyjnego Polska Wschodnia podpisały z Torpolem umowę na remont linii nr 52 na odcinku Lewki – Hajnówka, w ramach których przewidziano przebudowę przystanków osobowych oraz budowę nowego – Mikłasze – do roku 2019. Pierwsze pociągi towarowe przejechały wyremontowaną linią 15 października 2018 roku.
1 stycznia 2021 roku przywrócono ruch pasażerski na odcinku Lewki – Hajnówka.

## Charakterystyka techniczna
| Tor 1         | Tor 1         | Tor 1               | Tor 1     | Tor 1            |
| ------------- | ------------- | ------------------- | --------- | ---------------- |
| odcinek linii | odcinek linii | pociągi pasażerskie | szynobusy | pociągi towarowe |
| km pocz.      | km końcowy    | pociągi pasażerskie | szynobusy | pociągi towarowe |
| –0,151        | 25,552        | 60                  | 60        | 60               |
| 25,552        | 29,374        | 20                  | 20        | 20               |